# Phare de Point Atkinson
Le phare de Point Atkinson est un phare situé sur Point Atkinson donnant sur la Baie Burrard  à  Vancouver dans le District régional du Grand Vancouver (Province de la Colombie-Britannique), au Canada.
Ce phare est géré par la Garde côtière canadienne .
C'est un lieu historique national du Canada
 reconnu en date du 18 mai 1974.

## Histoire
Le premier phare, mis en service en 1875, était une tour en bois attachée à une maison de gardien. En 1912, la station est reconstruite avec l'addition d'un bâtiment de corne de brume. En 1935, elle est dotée d'une balise radio
La tour en béton armé de 1912 était considérée à l'époque comme innovatrice dans la conception des phares. Il est maintenant automatisé depuis 1996 et toujours utilisé.
Le phare de Point Atkinson peut être atteint en randonnant sur le sentier de la vallée du  Lighthouse Park (en).

## Description
Le phare, perché en haut d'une falaise rocheuse, est une tour octogonale blanche en béton, avec une galerie et une lanterne  rouge, de 18 m de haut. Il émet, à une hauteur focale de 33 m, deux éclats blancs toutes les 5 secondes. Sa portée nominale est de 15 milles nautiques (environ 28 km).
Identifiant : ARLHS : CAN-387 - Amirauté : G-5426 - NGA : 12972 - CCG : 0386 .

## Caractéristique duFeu maritime
Fréquence : 5 secondes (W-W)
- Lumière : 0.25 seconde
- Obscurité : 0.75 seconde
- Lumière : 0.25 seconde
- Obscurité : 3.75 secondes

|                                 |
| Localisation de la baie Burrard |

|                             |
| Le phare de Lighthouse Park |

|                              |
| La station de Point Atkinson |

### Lien connexe
- Liste des phares de la Colombie-Britannique